# Mara de Oro-Auszeichnungen
Die International Mara de Oro Awards sind eine Gala, die von der Mara de Oro Foundation of Venezuela organisiert wird. Es handelt sich um die ältesten Auszeichnungen Venezuelas im Bereich Kunst und Unterhaltung. Unter dem Motto „Die Besten der Besten belohnen“ wurden in jeder Ausgabe die von Experten auf diesem Gebiet bewerteten Kategorien erweitert und umfassen unter anderem Literatur, Medizin, Sozialwissenschaften und Politik.
Sein Hauptsitz ist von 1955 bis heute der Bundesstaat Zulia (Venezuela) mit einem Korrespondenten im Zentrum und im Osten des Landes für einige Sonderausgaben. Kürzlich feierte es mit seiner internationalen Ausgabe sein Debüt außerhalb Venezuelas.

## Kategorien
Die Mara de Oro de Venezuela and International Foundation hat einen recht weit gefassten Unternehmenszweck, der es ihr ermöglicht hat, im Laufe der Jahre die Arbeit verschiedener Persönlichkeiten aus Kunst, Unterhaltung, Medien, Berufs- und Wirtschaftsverbänden zu würdigen, für die die Kategorien festgelegt wurden. Sie variieren bei jeder Ausgabe. Aufrechterhaltung einer Vielfalt an Möglichkeiten für alle Bereiche, die alle von einer Expertengruppe für einen bestimmten Bereich unterstützt werden.

## Unterscheidungen
Die Stiftung verfügt über einen Vorstand, der die folgenden Auszeichnungen befürwortet und unterstützt:
- Goldene Mara
- Platin Mara[6]
- Diamant Mara[7]

Alle diese Auszeichnungen werden für die jahrelange Erfahrung sowie den wissenschaftlichen, kulturellen, sportlichen, kommunikativen und künstlerischen Beitrag jedes einzelnen Postulats verliehen. Mit Ausnahmen höchster Auszeichnung:
- Doppelte Diamant-Mara
- Mara Triple Diamond
- Mara de Maras